# Lincoln Home National Historic Site
Le Lincoln Home National Historic Site (site historique national de la maison de Lincoln) préserve la maison et le quartier historique de Springfield, dans l'Illinois où Abraham Lincoln a vécu de 1844 à 1861, avant de devenir le 16e président des États-Unis . Le mémorial présidentiel comprend les quatre blocs entourant la maison et un centre d'accueil .

## Site historique
En 1837, Lincoln déménagea à Springfield, capitale de l'Illinois dans le centre de l'État, depuis New Salem au début de sa carrière de juriste. Il rencontra sa future femme, Mary Todd, chez sa sœur à Springfield et s'y maria en 1842.
Le site historique de la maison au 413 South Eighth Street au coin de Jackson Street, achetée par Lincoln et sa femme en 1844, était la seule maison que Lincoln ait jamais possédée. Trois de leurs enfants y sont nés et un, Eddie, y est mort. La maison comprend douze pièces réparties sur deux étages. Pendant le temps qu'il y a vécu, Lincoln fut élu à la Chambre des représentants des États-Unis en 1846 puis élu président en 1860.
Le fils de Lincoln, Robert Todd Lincoln, a fait don de la maison familiale à l'État de l'Illinois en 1887 à la condition qu'elle soit toujours bien entretenue et ouverte au public, sans frais. Cela est dû au fait que les locataires de la maison faisaient payer ceux qui voulaient visiter la maison de Lincoln et que de nombreux locataires avaient tendance à quitter la maison en la laissant en mauvais état. La maison et la tombe de Lincoln, également à Springfield, ont été désignés National Historic Landmark (monuments historiques nationaux) le 19 décembre 1960 et automatiquement inscrites au Registre national des lieux historiques le 15 octobre 1966. La maison et le district adjacent sont devenus un Site historique national le 18 août 1971 et sont détenus et administrés par le Service des parcs nationaux. C'est l'une des deux propriétés des Parcs nationaux dans l'Illinois.

### Autres structures

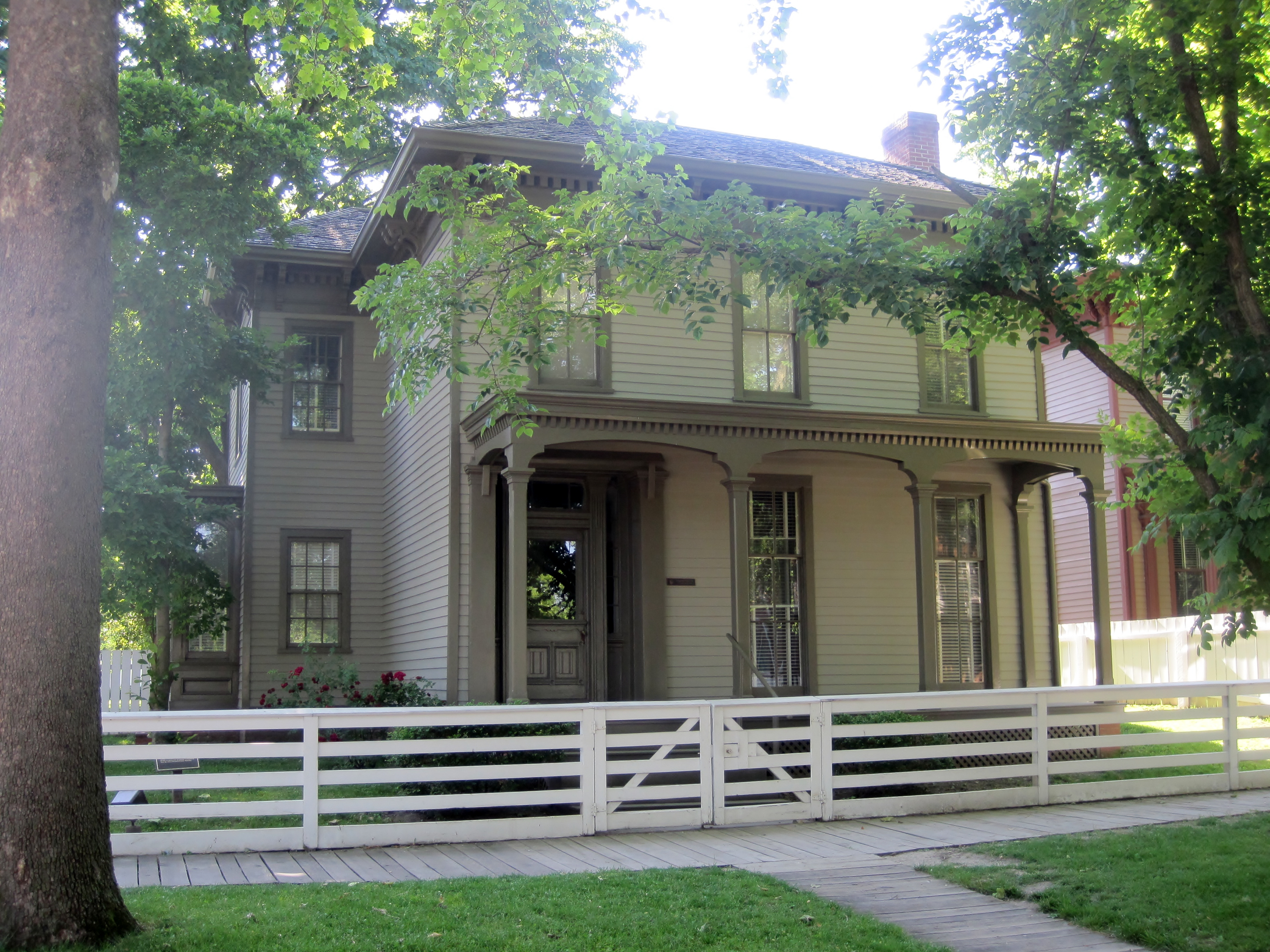
Le père de Julius Rosenwald a acheté Lyon House en 1868

En plus de la Lincoln Home, plusieurs autres structures dans la zone couvrant quatre pâtés de maisons sont également préservées. Toutes les maisons ont été restaurées dans leur apparence de l'époque où Lincoln vivait dans le quartier. Deux de ces structures, la Dean House et la Arnold House, sont ouvertes aux visiteurs et présentent des expositions sur la vie et l'époque de Lincoln et de ses voisins. Au total, les bâtiments inclus dans le parc occupent 49 000 m2.
Samuel Rosenwald, un tailleur juif immigré d'Allemagne, a acheté la Lyon House sur la 8e rue en face de la maison de Lincoln en 1868,. Le fils de Samuel, Julius Rosenwald (1862-1932), est devenu un brillant homme d'affaires de Chicago, président de Sears Roebuck and Company, et un philanthrope américain majeur de son époque; la Lyon House fut sa maison d'enfance. Une plaque a été dévoilée lorsque la maison a été renommée en son honneur en 2020.

## Voisinage
À proximité de Springfield se trouve le Old State Capitol (en) où Lincoln a servi en tant que législateur de l'État, le bâtiment qui abritait les cabinets d'avocats de Lincoln et de son partenaire William Herndon (en) de 1844 à 1852, et le Lincoln Depot (en) d'où Lincoln quitta la ville en train pour son inauguration comme président des États-Unis en 1861.